# عدد ثماني السطوح

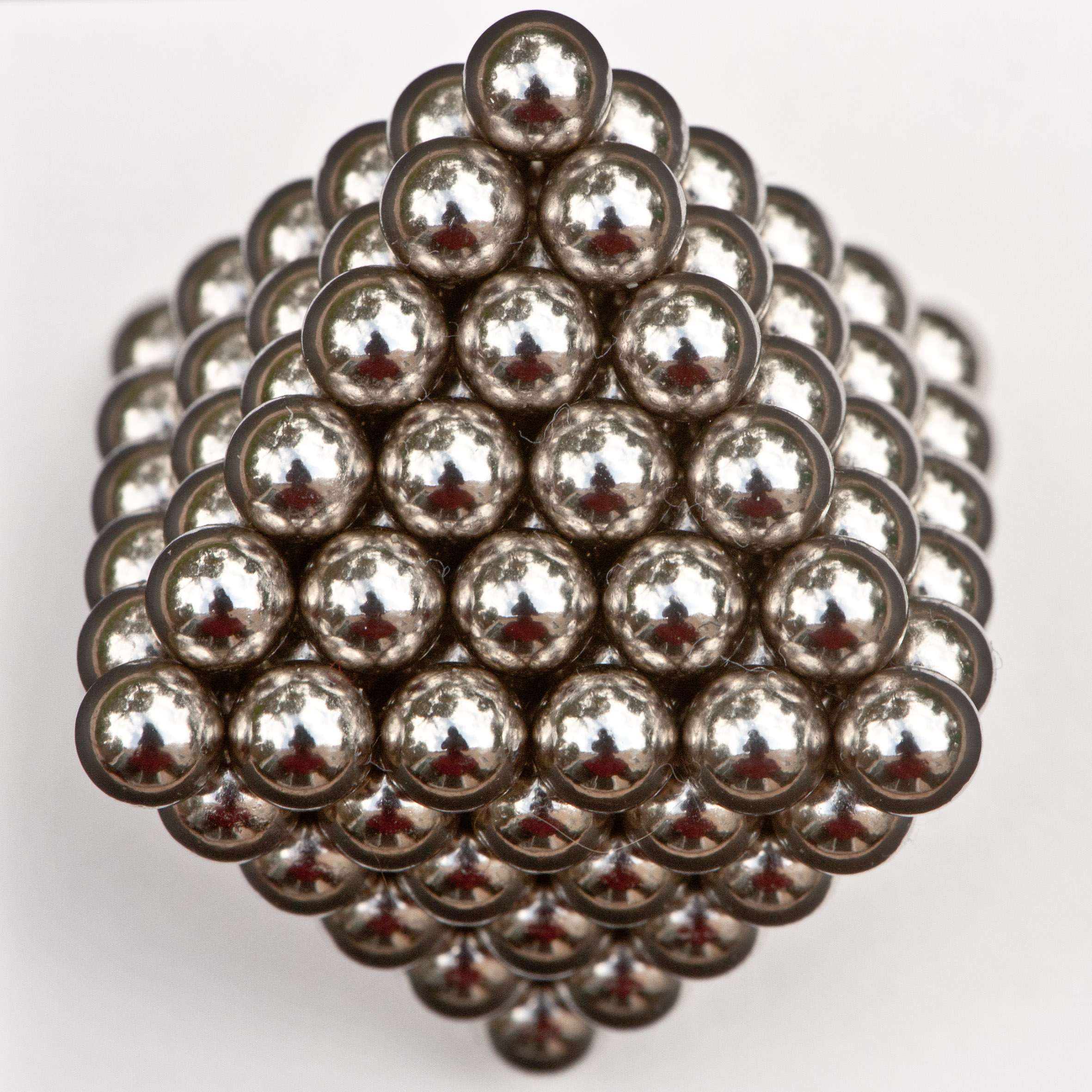
146 كرة مغناطيسية مرتبة في شكل ثماني السطوح

العدد ثماني السطوح (بالإنجليزية: octahedral number)‏ هو عدد مضلعي, يمكن أن يعرض به شكل ثماني السطوح. العدد الثماني السطوح يعطي الصيغة:
{\displaystyle O_{n}={\frac {n(2n^{2}+1)}{3}}={\frac {2x^{3}}{3}}+{\frac {x}{3}}}
الأعداد الثمانية السطوح الأوائل هي: 0, 1, 6, 19, 44, 85, 146, 231, 344, 489, 670, 891, 1156, 1469, 1834, 2255, 2736, 3281, 3894, 4579, 5340, 6181, 7106, 8119, 9224, 10425, 11726, 13131, 14644, 16269, 18010, 19871, 21856, 23969, 26214, 28595, 31116, 33781, 36594, 39559, 42680... (A005900)
الطريقة البسيطة لحساب عدد ثماني السطوح حسب ترتيبه هو جمع مربع الترتيب مع ضعف مجموع المربعات الكاملة السابقة مثلا: 85 = (1²+2²+3²+4²)2+5² = (O(5